# إيلين بير
إيلين بير هي مؤرخة الفن سويسرية، ولدت في 12 مارس 1926، وتوفيت في 18 مارس 2004.